# Cerkiew św. Atanazego w Voskopojë
Cerkiew św. Atanazego (alb. Kisha e Shën Thanasit) – cerkiew prawosławna w Voskopojë, w Albanii.
Zbudowana w latach 1721–1724 w okresie największego rozkwitu Moskopole. Usytuowana na wzgórzu o tej samej nazwie, w sąsiedztwie cmentarza miejskiego.
Narteks ukończono 1721, a arkady w 1724. Narteks został zniszczony w czasie trzęsienia ziemi w 1960 i nigdy nie został odbudowany. Podwórze cerkwi było otoczone kamiennym murem, z którego w chwili obecnej pozostały tylko nieliczne fragmenty. Wejście na teren świątyni znajdowało się w kamiennej dzwonnicy, która stanowiła część ogrodzenia. 
Malowidła zostały ukończone w 1745. Stworzone były przez braci Kostandina i Athanasa Zografi z Korczy. Wewnątrz kościoła przedstawione są liczne sceny związane z męczennikami, na których przedstawili wiele szczegółów związanych z ich męczeńską śmiercią. W arkadach freski skupiają się na temacie Apokalipsy. Malowidła są uznawane za jeden z najwspanialszych przykładów albańskiej sztuki sakralnej XVIII wieku.

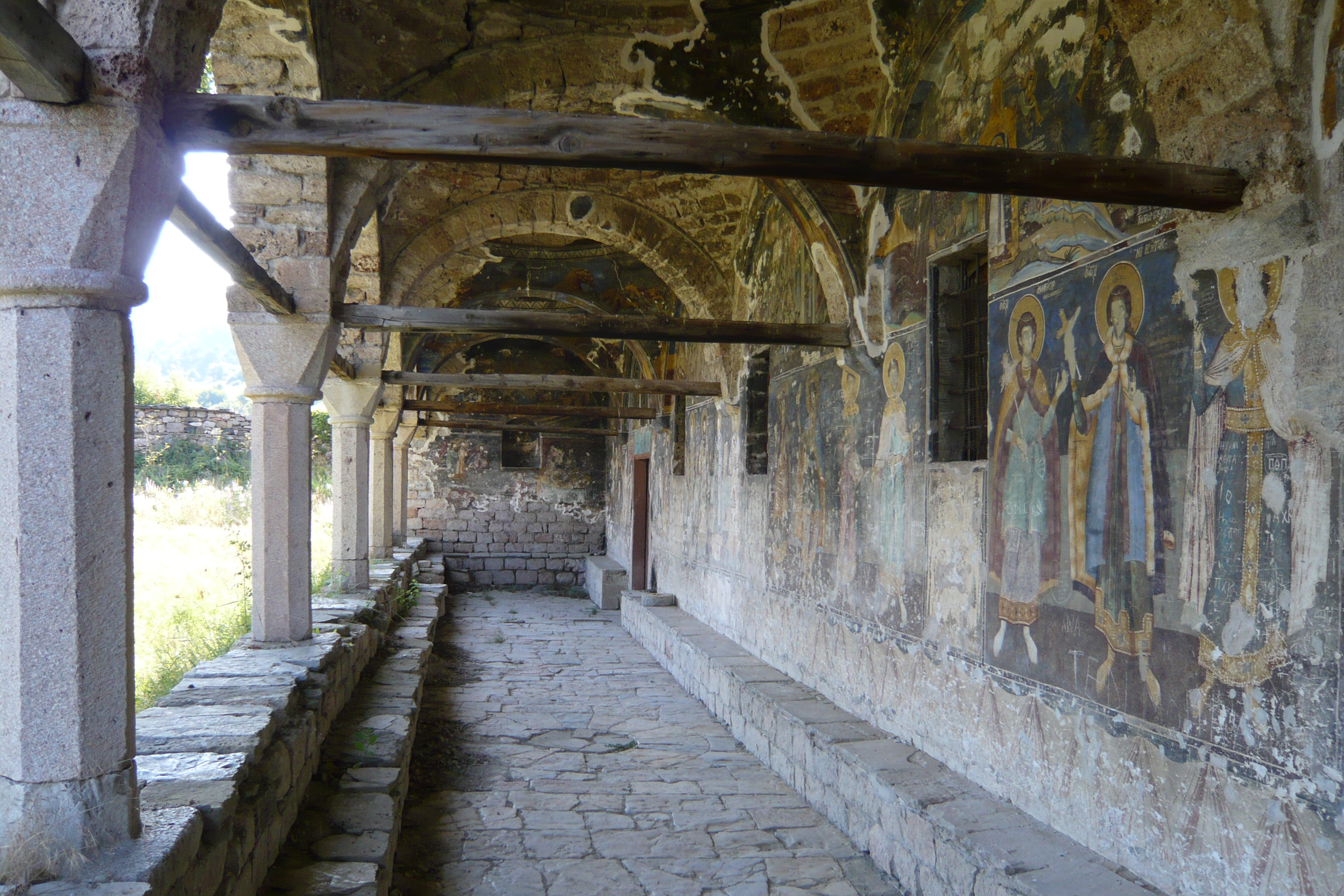
Arkady kościoła z widocznymi freskami

W 1948 obiekt został wpisany na listę religijnych zabytków kulturowych Albanii (Objekte fetare me statusin Monument Kulture).